# 平本淳也
平本 淳也（ひらもと じゅんや、1966年6月14日 - ）は、作家、実業家。活動家、元ジャニーズJr.。

## 略歴
小学4年生の10歳の時に、東京12チャンネル（現：テレビ東京）『日曜ビッグスペシャル 全日本ちびっこ歌まね大賞』に沢田研二の歌まねで出場し『勝手にしやがれ』（1977年5月21日発売）と『サムライ』（1978年1月21日発売）を披露。その後、同じく10歳の時に東京宝映テレビ（現：宝映テレビプロダクション）に所属して芸能界入りする。 
1980年、13歳の時ジャニーズ事務所に写真と履歴書を送ったことをきっかけにジャニーズJr.になり、18歳までの間「合宿所」と呼ばれていたマンションに出入りしていた。
「ジャPAニーズ・ジュニア」に初期メンバーとして参加する等、田原俊彦、近藤真彦、シブがき隊、少年隊らのバックダンサーを務めながら、『第7回 ABCヤングアイドル野球大会』（1982年6月）や映画『あいつとララバイ』（スネーク役/1983年12月）、ドラマ『胸さわぎの放課後』(バスケット部員役/1983年)、『新・熱中時代宣言』第6話（1986年5月10日）に出演した。
1985年、18歳でジャニーズ事務所を退所した。

### ジャニーズ退所後
1986年、ジャニーズ事務所を退所し、イベント企画会社を起業。
1989年4月より、アイドルグループ「新・光GENJI」(のちに「SHADOW」と改名)に参加してCDやビデオをリリース。東名阪を中心にテレビやコンサート活動を行う。同グループは1990年3月に解散し、同年、平本はプロデューサーとしてアイドルユニット「EACAPE」を結成。森脇健児と山田雅人のW司会で知られた関西の人気番組『ざまぁKANKAN!』（読売テレビ）や、『おはよう朝日です』（朝日放送テレビ）などに出演する。また、『ざまぁKANKAN!』で共演したアイドル成知由梨とコンサート共演（摂津市民ホール）した。
同グループ解散後、1994年からは「維新組」のメンバーとしてアイドル活動を行う。維新組としては日本青年館でデビューイベントを開催し、フジテレビの番組イベント『LIVE UFO』にレギュラー出演したのち、解散。
2020年12月、横浜マリンエフエムのラジオ番組『ロックスタァ松本邦彦とカルチャースタァ平本淳也のYOKOHAMA湾岸スタァ』のメインパーソナリティに就任した。 
2022年5月、小江戸FMのラジオ番組『ヤギっちの伝えたい言葉in川越』のメインパーソナリティに就任した。 

### 『ジャニーズ性加害問題当事者の会』の代表に就任
2023年3月7日、BBCのテレビチャンネル「BBC Two」で放映された『J-POPの捕食者 秘められたスキャンダル (Predator: The Secret Scandal of J-Pop)』に出演。同番組はジャニー喜多川性加害問題を扱ったドキュメンタリーであり、5年前の制作当初から協力してきたもの。
2023年7月9日、石丸志門・二本樹顕理・中村一也らとともに「ジャニーズ性加害問題当事者の会」を決起し、代表に就任。この中で、石丸と共に東山紀之および藤島ジュリー景子と面会した際、「SMILE UPに入りたい、手を組んでやって行きましょう」「補償の手伝いをしたい、一緒に飲みに行きたい」と発言。この発言もあり、当初からの「ジャニーズ事務所に対するスタンスの違い」もあって、強硬派の志賀泰伸や大島幸広らが強く反発し、会を脱会した
SNSやメールでの誹謗中傷の百数十件について県警に相談しており、そのうち特に悪質な1件について神奈川県警に刑事告訴し受理された。

### 『ジャニーズ性加害問題当事者の会』の代表を辞任
2024年1月15日、衆議院会館での『ジャニーズ性加害問題当事者の会』記者会見を体調不良の為に欠席した。石丸副代表は「長く患っている強迫性障害、パニック障害のほか、PTSDとうつの診断結果が出されているため、登壇を控えるべきと判断」したと報告し「席を設けておりませんが、本日の記者会見の企画や構成、原稿作成など裏方業務に徹していることはお知らせしておきます」とした。
2024年2月1日、平本が1月31日付で代表を辞任していたことが判明した。辞任の理由について石丸副代表は、「体調の面が大きい。かなり悪いので、代表をこれ以上続けられないということです。あとは（平本氏が）身を引くことにより、当事者の会と『SMILE-UP.』（旧ジャニーズ事務所）との交渉が進むのではないかという判断もあるそうです」」と明かした。今後、同会には新代表は置かず、引き続き石丸が副代表を務める。補償問題などの解決を見届けることは継続して行う。
2024年2月2日、ジャニー喜多川元社長による性加害問題に関する新たな声明を発表した。

## 人物
- ジャニーズ在籍時代から、アイドルやタレント、エンターテイナーといった「演者」ではなく、ジャニー喜多川への憧れが募っていった。ジャニー喜多川のようになりたいと考え、ジャニーズを辞めた後は制作側に徹するもタレントとしての活動も継続している[27]。
- 2019年9月4日に東京ドームで開催されたジャニー喜多川のお別れの会一般の部に参列した[28]。
- 音楽家の近田春夫に「直木賞も狙えるよ」と言われ「作家」とも名乗るようになった[29]。
- 監修を担当した書籍『ジャニーズ・ゴールド・マップ』『ジャニーズおっかけマップ・スペシャル』が、タレントの自宅や実家の所在地を、地図や写真付きで町名まで示す形で掲載したことにより、出版差止となった[30][31][32][33][34]。

## 出演・制作番組
- 『エンタのたまご～エンタマ』（2011年、チバテレ）総合プロデュース
- 『みんなのバラエティ～みんバラ』（2012年、チバテレ）総合プロデュース
- 『PROMOTION TV』（2014年7月4日 - 9月26日、TOKYO MX）総合プロデュース、コーナー「J's cafe」司会
- 『学園天国24時』（2015年、チバテレ）総合司会
- 『My SONG Your SONG』（2019年5月、サンテレビ）プロデュース、準レギュラー出演
- 『編集長松本邦彦の事件簿』（2019年12月15日・21日、2020年1月25日、YouTubeライブ配信）プロデューサー、MC
- 『ロックスタァ松本邦彦とカルチャースタァ平本淳也のYOKOHAMA湾岸スタァ』（2020年12月 - ?、横浜マリンFM）メインパーソナリティ
- 『ヤギっちの伝えたい言葉in川越』（2022年5月 -、小江戸FM）メインパーソナリティ

## 著書
- 『ジャニーズのすべて-少年愛の館』鹿砦社、1996年4月
- 『ジャニーズのすべて2-反乱の足跡』鹿砦社、1996年6月
- 『ジャニーズのすべて3-終わりなき宴』鹿砦社、1996年9月
- 『タカラヅカ・汚れた花園 ～ 欲望と虚飾に弄ばれた乙女たち』 鹿砦社、1996年9月（宝塚歌劇研究会名義）
- 『ジャニーズ噂の真相 Q＆A ジャニーズの参考書』 鹿砦社、1996年10月（平本淳也&ジャニーズ同窓会名義）
- 『ジャニーズオリキスペシャル噂』 いれぶん出版、1997年8月（平本淳也&ジャニーズ情報局名義）
- 『ジャニーズアイドル攻略法』 ワニマガジン、1997年11月
- 『ジャニーズ解読書』 ラブ&ピース、1999年3月
- 『恋愛遊戯:スーパーカルチャースタァ平本淳也の不思議な恋愛記』 ラブ&ピース、1999年8月
- 『ジャニーズ出身平本淳也のgossip×gossip:ジャニーズ&芸能界の不思議な世界:ウワサと疑惑の10年分!』ラブ＆ピース、2000年1月
- 『ジャニーズ帝国との闘い』地平社、2025年1月31日。ISBN 978-4911256091。

### 共著・寄稿
- 『光GENJIへ最後の警告 』データハウス、1989年5月、北公次 著
  - 告白文が掲載された。
- 『V6 victory』 いれぶん出版、1997年8月（村上幾子との共著）
- 『滝沢秀明 ～天使と悪魔～ 』 ラブ&ピース、1998年11月（滝沢真琴との共著）

### 監修
- 『ジャニーズおっかけマップ』シリーズ 鹿砦社、1996年9月 - 現在
  - 1996年12月発行予定だった『ジャニーズ・ゴールド・マップ』は1997年6月に出版差止。
  - 1997年10月出版の『ジャニーズおっかけマップ・スペシャル』は1998年11月に出版差止。
- 『黄金地図』 ジェイズ☆タッカー、1996年12月
  - 『ジャニーズ・ゴールド・マップ』のタイトルのみ変更して別会社から出版されたもの。
- 『ジャニーズFanノート Vol.1 』 スタープレス、1998年4月
- 『ジャニーズファンノート 外伝 怪文書』 スタープレス、1998年4月
- 『ジャニーズファンノート 外伝 怪文書その2 ジャニーズジュニア編』スタープレス、1998年6月
- 『ジャニーズFanノート Vol.2』 スタープレス、1998年8月
- 『別冊ジャニーズファンノート 』 スタープレス、1998年8月

### 制作
- 『レオナルド・ディカプリオ 』 ラブ&ピース、著：Elic Laymond、訳：遠藤香奈、1998年10月
  - 訳書という形になっているが、原書は存在しない。
- 『東京OL白書 ～ 女の牙城 』 ラブ&ピース、著：遠藤香奈、1999年5月

## 主な掲載・連載
- 「平本淳也のジャニーズ社会学」（デイリーニュースオンライン）、2017年6月24日 - 10月25日
- iRONNA（産経デジタル）[35]
- TABLO
- BUBKA（白夜書房）連載
- Audition（白夜書房）連載・特集記事

## イベント
- ジャニーズ大好き！みんな集まっちゃいなYO！（新宿・ネイキッドロフト、2019年10月22日）※トークライブ[36][37]
- 本橋信宏『僕とジャニーズ』刊行記念「35年目の真実」トークイベントDAY1（2023年8月15日、阿佐ヶ谷ロフトA）※トークライブ
- 久田将義＆吉田豪の“ハードコアトーク” （2023年8月21日、渋谷・LOFT9）[38]※トークライブ
- 平本淳也×藤木TDC×本橋信宏 「35年目の真実」『僕とジャニーズ』（イースト・プレス）刊行記念 （2023年8月22日、下北沢・本屋B＆B）※トークライブ
- PENLIGHT主催　終わっていない旧ジャニーズ性加害問題ーこれまでと現在地ー（2024年10月26日）[39][40]